# Нижня Писана
Нижня Писана (словац. Nižná Písaná) — село в Словаччині, Свидницькому окрузі Пряшівського краю. Розташоване в північно-східній частині Словаччини в долині річки Капішовка — притоки річки Ондава.
Село вперше згадується у 1600 році.

## Пам'ятки
У селі є греко-католицька церква святого Архангела Михаїла з 1903 року в стилі неокласицизму.
на місці старшої дерев'яної церкви.
Крім неї є також православна церква святого Архангела Михаїла з 20 століття.

## Населення
| Рік:            | 1993 | 2003    | 2013    | 2023    |
| --------------- | ---- | ------- | ------- | ------- |
| Кількість осіб: | 88   | 90      | 85      | 78      |
| Різниця:        |      | +2,27 % | -5,55 % | -8,23 % |

| Рік:            | 2022 | 2023    |
| --------------- | ---- | ------- |
| Кількість осіб: | 77   | 78      |
| Різниця:        |      | +1,29 % |

В селі проживає 98 осіб.
Національний склад населення (за даними останнього перепису населення — 2001 року):
- словаки — 69,39 %
- русини — 23,47 %
- українці — 6,12 %

Склад населення за приналежністю до релігії станом на 2001 рік:
- греко-католики — 45,92 %,
- православні — 41,84 %,
- римо-католики — 9,18 %,
- не вважають себе віруючими або не належать до жодної вищезгаданої церкви — 3,06 %